# Xerospiraea
Xerospiraea é um género botânico pertencente à família Rosaceae.